# Шива Тапа
Шива Тапа (англ. Shiva Thapa, 8 грудня 1993) — індійський боксер, призер чемпіонату світу серед аматорів, чемпіон та призер чемпіонатів Азії.

## Аматорська кар'єра
2010 року завоював срібну медаль на молодіжному чемпіонаті світу, а потім і на перших юнацьких Олімпійських іграх, двічі програвши у фіналах Робейсі Раміресу (Куба).
На Олімпійських іграх 2012 програв у першому бою Оскару Вальдесу (Мексика).
На Олімпійських іграх 2016 програв у першому бою Робейсі Раміресу (Куба).